# Національна бібліотека Чеської Республіки
Національна бібліотека Чеської Республіки (чеськ. Národní knihovna České republiky) — центральна національна бібліотека Чехії. Підпорядкована чеському Міністерству культури. Бібліотека є членом міжнародного консорціуму УДК.

## Загальні відомості
Головна будівля бібліотеки розташована в історичній будівлі Клементінум у Празі, де зберігається приблизно половина її зібрань. Інша половина колекції зберігається у будівлі в районі Гостіварж. Національна бібліотека є найбільшою бібліотекою в Чехії: в її фондах налічується близько 7 мільйонів екземплярів, у тому числі 4 200 інкунабул. Кількість зареєстрованих у бібліотеці читачів становить приблизно 60 000. Окрім чеських текстів, у її фондах містяться також старі книги з Туреччини, Ірану та Індії. Крім того, у бібліотеці зберігаються книги Карлового університету у Празі.
Бібліотека здобула міжнародне визнання у 2005 році, отримавши першу премію Jikji Prize від ЮНЕСКО за програмою Пам'ять світу за свій внесок в оцифровування старих текстів. Проєкт, що почав роботу 1992-го, за перші 13 років роботи виконав оцифровування 1700 документів.

## Колекції
Найцінніші середньовічні манускрипти, що зберігаються в бібліотеці — Вишеградський кодекс XI століття(Codex Vyssegradensis) та «Мартиролог абатиси Кунигунди» (Passionale abbatissae Cunegundis).

## Будівництво нової будівлі бібліотеки

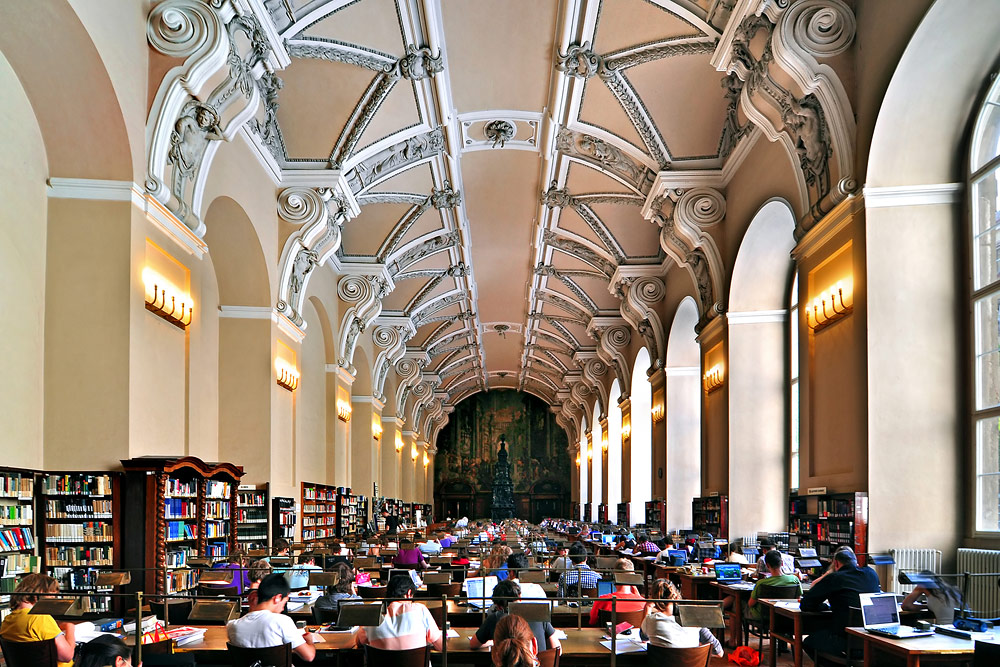
Головний читальний зал (колишня трапезна резиденції єзуїтів)

У 2006 році чеський парламент ухвалив виділення коштів на будівництво нової будівлі бібліотеки на площі Letna, між станцією метро «Градчанська» і стадіоном «Дженералі Арена». У березні 2007 році, в результаті проведеного тендеру, тендерна комісія обрала підрядником чеського архітектора Яна Каплицького, який мав завершити будівництво до 2011 року. Пізніше, у тому ж 2007 році проєкт відклали через те, що чиновники, в тому числі мер Праги Павел Бем і президент Вацлав Клаус, не погоджувалися із місцем будівництва. У лютому 2008 року чеський Антимонопольний комітет розглянув справу щодо визначення, чи був тендер на будівництво проведений відкрито та з дотриманням усіх правових норм. Трохи пізніше міністр культури Чехії Вацлав Єглічка (Václav Jehlička) оголосив про закриття проєкту внаслідок рішення Європейської комісії щодо невідповідності проведеного тендеру чинному законодавству.

## Інциденти
Бібліотека постраждала від час повеней 2002 року, деякі документи довелося перемістити на вищі рівні щоб уникнути пошкоджень. У липні 2011 року, через чергову загрозу затоплення більш ніж 4000 книг евакуювали з бібліотеки. У грудні 2012 року в бібліотеці сталася пожежа, втім, ніхто не постраждав.